# 강철소방대 파이어로보
《강철소방대 파이어로보》는 EBS와 영실업, 스튜디오 버튼이 공동으로 제작한 한국의 애니메이션이다.

## 목소리 출연
- 엄상현: 강이안
- 정혜원: 정세나
- 신용우: 김태오 / 이찬란
- 이기호: 정 박사
- 윤미나: 마리 팀장 / 어린 태오 / 유리
- 김영선: 케이
- 전태열: 도둑 1 / 이안 아빠 / 이유치 / 송길동 / 손대장
- 정영웅: 도둑 2
- 김은아: 어린 이안 / 이안 엄마 / 우람
- 정재헌: 태오 형
- 천지선: 어린 태오 형
- 한미리: 담임 선생님
- 홍범기: 신임 소방서장
- 오민혁: 준석
- 이지현: 재동
- 방연지: 승호
- 유보라: 동우
- 김율: 민준
- 권영지: 미나(강아지)
- 여민정: 각종 단역
- 남도형: 각종 단역

## 제작진
- 제작지원: 방송통신위원회, 방송통신발전기금
- 책임프로듀서: 정영홍
- 프로듀서: 심예원
- 애니메이션 제작: 스튜디오 버튼
- 총감독: 김호락
- 제작총괄: 김선천
- 아트디렉터: 이재민
- 연출: 김용식
- 조연출: 유민희
- 라이팅 · 렌더 총괄: 김용대
- 시나리오: 안지민, 진익순
- 자문: 이상희 / 최창환 / 최경수 (국민안전처)
- 스토리보드: 고세윤, 최지훈, 권아현, 이기석
- 프로덕션 디자인: 이서영
- 2D애니메이션 총괄: 서영원
- 2D애니메이션 제작: 이서영, 안채원, 최인후
- 프로덕션 PD: 임수진, 황주연
- 외주제작1: 프롬이스트
  - 애니메이션 감독: 이승복
  - 애니메이터: 이원재, 하회창, 손찬혁, 오녹영, 조성우, 안현준, 박재성
  - 프로덕션 PD: 문선우, 정진채, 김영경
  - 모델링 팀장: 배태근
  - 모델링: 조성재, 김구용, 김도혜, 신철, 이유리
  - 리깅 TD: 박종현
- 외주제작2: 엑시스 쓰리디 스튜디오 (인도)
  - 애니메이션 감독: DEBAYAN MONDAL
  - 애니메이션 팀장: SASANKA SEKHAR HALDER
  - 애니메이션 제작: BIPLAB ROY / SURAJIT JANA / AMIT PUROHIT / RAJORSHI CHAKROBORTY / SUKANTA ROYCHOWDHURY / SK ARIF / SWARNAMALA BADATYA / KUMAR AKSHAY
  - 프로덕션 PD: MAYURI DUTTA
  - 제작 코디네이터: 유재연, 유서영
- 외주제작3: 스튜디오 미라이 (말레이시아)
  - 애니메이션 감독: NEOH SING YEE FISH
  - 애니메이션 팀장: SEE WIN SON / ELVIN HANDING YAU
  - 애니메이션 제작: WILLIAM CHAN CHOON KIT / CHAN LEE YAN / DAS RITINKAR / GABRIEL HARDIN / HENDRIX LEONG KAH HOONG / KEVIN LIM SIP CHUAN / MARK CHIEW WEI CHIE
  - 제작총괄: 김태현, 김진
  - 코디네이터: SESA DWI TRISIA LOVIAN / CHEONG YEE YIN
- 외주제작4: 스튜디오 네이비
  - 렌더 · FX 총괄: 이충훈
  - 렌더 · 라이팅: 이우제, 한창얼, 강의현, 박미지, 김정아
  - 합성 · VFX: 최고현, 박선형
  - 프로덕션 PD: 윤가영
- 외주제작5: 프리키 픽쳐스
  - 렌더 · FX 총괄: 허진
  - 렌더 · 합성: 송근홍, 서명진, 류영봉, 유성재, 신정아
- 사업총괄: 윤성민(EBS), 이영은(영실업)
- EBS 사업관리: 박지희
- 영실업 사업관리: 김태희, 김연희
- 완구개발: 김현동, 이은오, 다니엘 김
- 완구그래픽개발 : 이주희
- 완구설계: 윤정현, 김용호, 정갑주, 권오윤
- 라이센싱: 김선영, 변계풍
- 음악: 동민호
- 음향: 강산
- 노래: J.Spa
- 작곡 · 편곡: 동민호, 유태진, 김태진
- 오프닝 작사: 호&원
- 녹음 · 믹싱: 김학주 (사운드디포)
- 컴퓨터그래픽: 오신영
- 문자그래픽: 최범석
- 음향: 계민석
- 기술감독: 방규석 (한국어판), 강남수 (영어판)
- 조연출: 김지현
- 마스터링연출: 전경진 (영어판)
- 연출: 김미경
- 제작투자: 컴퍼니케이파트너스 / CJ E&M
- 제작지원: 광주정보문화산업진흥원
- 기획: EBS
- 제작: EBS, 스튜디오버튼, 영실업

### 출동! 파이어로보
- 제작지원: 한국소비자원
- 책임 프로듀서: 정영홍
- 프로듀서: 심예원
- 내용 기획: (한국소비자원) 문성기, 최재희, 이상훈, (EBS) 심예원, 김미경
- 시나리오: 진익순
- 스토리 자문: 박준동, 곽경화, 윤영실
- 소방 자문: 이상희
- 감독: 김호락
- 스토리보드: 고세윤, 최지훈
- 프로젝트 매니저: 김선천
- 아트 디렉터: 이재민
- 프로덕션 PD: 임수진, 김성철, 문선우, 정진채
- 프로덕션 조연출: 유민희
- 디자이너: 유서영
- 2D 애니메이션 제작: 이서영
- 애니메이션 감독: 이승복
- 애니메이터: 이원재, 조영준, 한슬아, 남윤정, 오녹영, 하회창, 손찬혁, 이경민, 김한솔, 안현준, 조성우, 김동호
- 모델링: 조성재, 김도혜, 류창곤, 이유리, 신철, 김구용
- 리깅: 박종현, 김대열
- 렌더 · 라이팅: 이충훈, 이우제, 한창얼, 강의현, 박미지, 문서현, 김정아
- 합성 · VFX: 이정은, 박선형
- 외주 협력: ㈜프롬이스트, 네이비, 에이비젼
- 음악: 동민호
- 음향 · 효과: 강산
- 녹음 · 믹싱: 김학주 (펀사운드웍스)
- 기술: 강남수
- 조연출: 전경진
- 연출: 김미경
- 기획: 한국소비자원, EBS
- 제작: EBS, 스튜디오 버튼

## 관련 서적
- 필름북과 학습 놀이북은 대원씨아이에서 발행했으며, 21~22화를 제외한 나머지가 각 권 4회씩 총 6권으로 나왔고 학습 놀이북은 스티커미니북, 스티커 색칠북, 캐릭터 스티커북, 안전놀이 스티커북, 스토리북인 생활 속 안전수칙이라는 제목으로 나왔다.